# Hattgenstein
Hattgenstein ist eine Ortsgemeinde im Landkreis Birkenfeld in Rheinland-Pfalz. Sie gehört der Verbandsgemeinde Birkenfeld an.

## Geographie

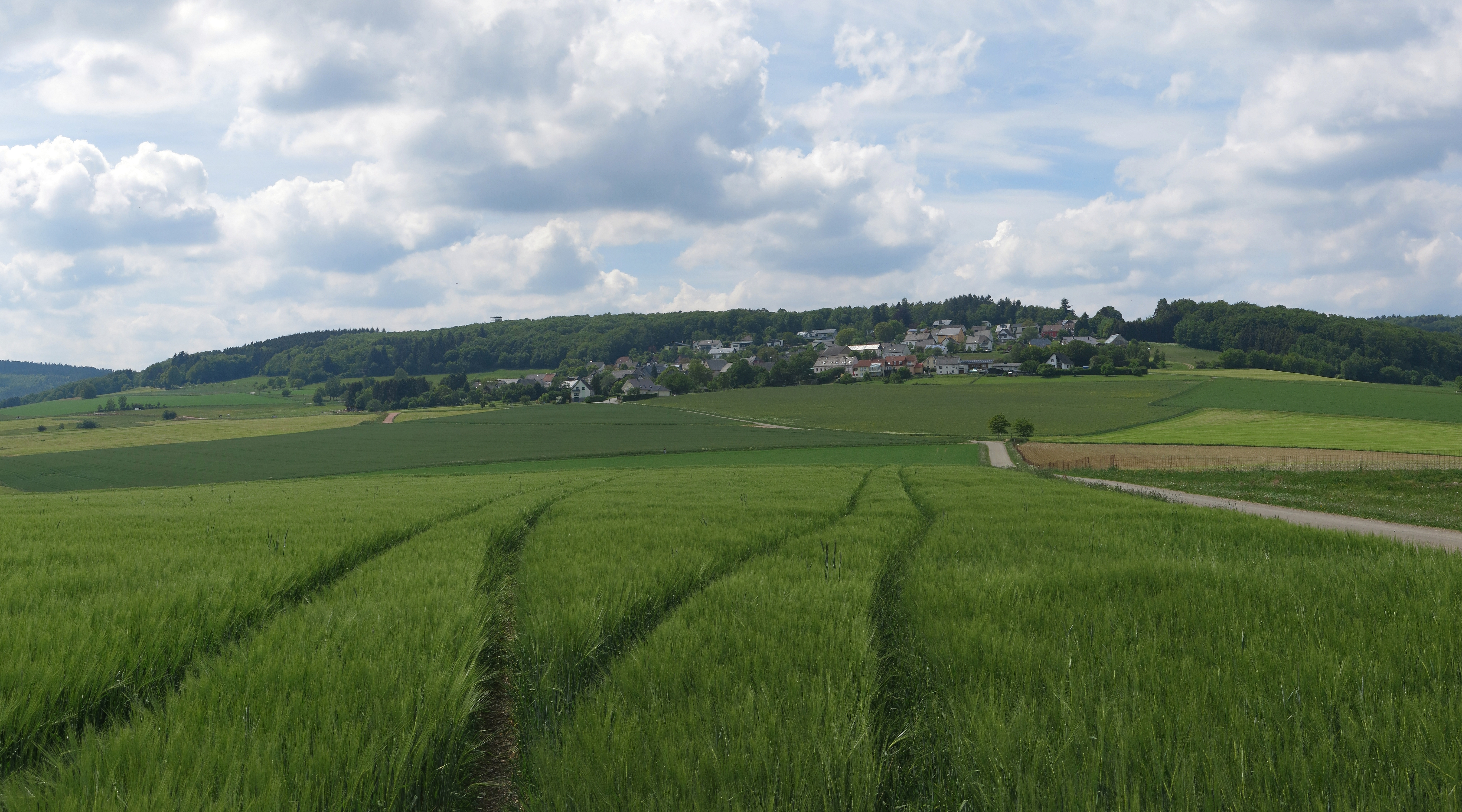
Blick auf Hattgenstein mit dem Rothenburgberg im Hintergrund

Das Dorf liegt am Rande des Schwarzwälder Hochwalds im Hunsrück. 72,2 Prozent der Gemarkungsfläche sind bewaldet. Im Nordosten befindet sich Schwollen und im Süden Oberhambach. Hattgenstein ist eine Nationalparkgemeinde im Nationalpark Hunsrück-Hochwald.
Zu Hattgenstein gehören auch die Wohnplätze Helmhof, Waldfriede und Zur Zimmerei.

## Geschichte
Landesherrlich gehörte die Ortschaft bis Ende des 18. Jahrhunderts zur Hinteren Grafschaft Sponheim und unterstand als Teil der Pflege Hambach der Verwaltung des Oberamtes Birkenfeld. 1607 zählte Hattgenstein 21 und 1699 sieben Familien, 1790 verzeichnete der Ort 177 Einwohner.
Im Jahr 1794 wurde das linke Rheinufer von französischen Revolutionstruppen eingenommen. Von 1798 bis 1814 gehörte Hattgenstein zum Kanton Birkenfeld im Saardepartement. Aufgrund der auf dem Wiener Kongress (1815) getroffenen Vereinbarungen kam die Region 1817 zum oldenburgischen Fürstentum Birkenfeld. Die Gemeinde war der Bürgermeisterei Leisel im Amt Birkenfeld zugeordnet. Von 1918 an gehörte Hattgenstein zum oldenburgischen „Landesteil Birkenfeld“ und kam 1937 zum preußischen Landkreis Birkenfeld. Seit 1946 ist Hattgenstein Teil des Landes Rheinland-Pfalz.
Bevölkerungsentwicklung
Die Entwicklung der Einwohnerzahl von Hattgenstein, die Werte von 1871 bis 1987 beruhen auf Volkszählungen:
| Jahr | Einwohner |
| ---- | --------- |
| 1815 | 169       |
| 1835 | 246       |
| 1871 | 236       |
| 1905 | 214       |
| 1939 | 223       |
| 1950 | 229       |
| 1961 | 273       |

| Jahr | Einwohner |
| ---- | --------- |
| 1970 | 279       |
| 1987 | 280       |
| 1997 | 290       |
| 2005 | 263       |
| 2011 | 262       |
| 2017 | 258       |
| 2023 | 243       |

## Politik

### Ortsbürgermeister
Ortsbürgermeister von Hattgenstein:
- ab 2024: Dieter Schulte[5]
- 2015–2024: Udo Laube[6][7]
- 2014–2015: Udo Schönwetter[6]

- 1984–2014: Rudi Gordner[8]

## Kultur und Sehenswürdigkeiten

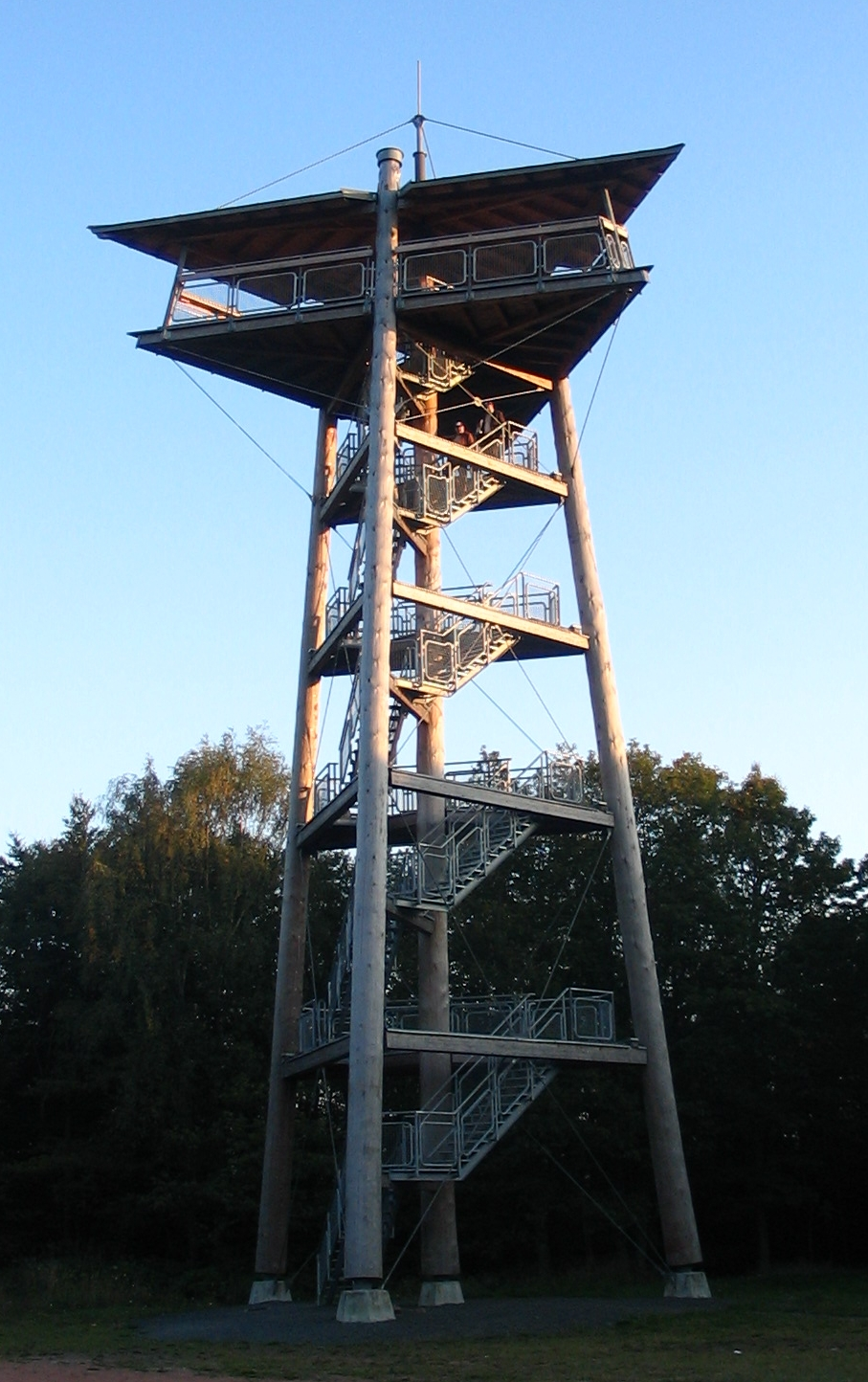
Vom 29 Meter hohen Aussichtsturm ist ein Blick über die Hunsrück-Landschaft möglich

- Das Wahrzeichen von Hattgenstein ist das 1762 als Schulgebäude und Wohnhaus des Gemeindedieners errichtete Glockenhaus
- Zwei Ameisenhügel an der Hauptstraße beim Ortseingang waren u. a. ein Grund für Silber beim Wettbewerb „Unser Dorf soll schöner werden“ auf Landesebene.
- Hattgensteiner Fels (mutmaßlicher Namensgeber des Dorfs)
- Aussichtsturm auf dem Berg Rothenburg. Der 29 Meter hohe Holzturm wurde 2006 aus vier Douglasienstämmen errichtet und bietet von seiner 21 Meter hohen Aussichtsplattform einen guten Blick in die Landschaft des Hunsrücks.[9]

## Wirtschaft und Infrastruktur
Im Westen verläuft die Bundesstraße 269 und im Süden die Bundesautobahn 62. In Neubrücke ist ein Bahnhof der Bahnstrecke Bingen–Saarbrücken.